# Nishi-ku (Hamamatsu)
Nishi-ku (西区 Nishi-ku?) es uno de los siete barrios de la ciudad de Hamamatsu, Japón. Hasta el 1 de septiembre de 2011 tenía una población estimada de 113.564 habitantes y una densidad de 9,93 personas por metro cuadrado. La superficie total del barrio es de 114.40 km².